# Uollega ennatae
Uollega ennatae är en fjärilsart som beskrevs av François Louis Nompar de Caumont de Laporte 1984. Uollega ennatae ingår i släktet Uollega och familjen nattflyn. Inga underarter finns listade i Catalogue of Life.